# Novarupta
Der Novarupta ist eine Vulkancaldera im Katmai-Nationalpark in der Aleutenkette in Alaska. Dieser Einsturzkessel bildete sich 1912 infolge einer der größten Vulkanexplosionen der Neuzeit.

## Entdeckungsgeschichte

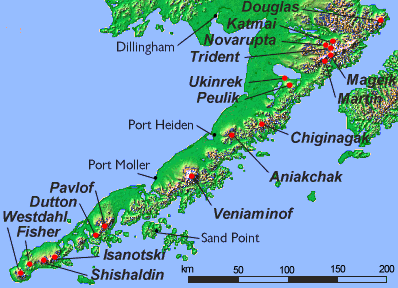
Aleutenkette

Der Vulkan Novarupta brach 1912 mit einer verheerenden Explosion aus, die jedoch damals dem Vulkan Katmai zugeschrieben wurde. Dessen Kuppe war infolge der Entleerung der Magmakammer, die sich beide Vulkane teilten, eingestürzt. Erst 1950 bei einer nochmaligen Untersuchung des Gebiets durch den geologischen Dienst der Vereinigten Staaten, United States Geological Survey, wurde klar, dass nicht der Mount Katmai, sondern ein zuvor unbekannter Vulkan ausgebrochen war, dessen Überreste das Valley of Ten Thousand Smokes, also das Tal der zehntausend Rauchsäulen, bildeten. Der Berg selbst war infolge der Explosion und des Einsturzes der Caldera-Kammer nicht mehr vorhanden. Um das Tal mit den zahlreichen Fumarolen und Solfataren zu schützen, wurde das Gebiet um den Mount Katmai und das Valley of Ten Thousand Smokes zum National Monument erklärt. Am 2. Dezember 1980 wurde das Gebiet durch den Alaska National Interest Lands Conservation Act zum Nationalpark erklärt.

## Ausbruch von 1912
Die größte Vulkanexplosion des 20. Jahrhunderts ereignete sich zwischen dem 6. und 8. Juni 1912. Während des etwa 60 Stunden dauernden Ausbruchs wurden 13 bis 15 km³ Magma freigesetzt, was auf dem Index der Vulkanexplosivität der Stufe 6 entspricht. Diese Menge an Magma verursachte mehr als 17 km³ Flugasche und rund 11 km³ Aschetuff. Die Eruption einer solchen Magmamenge führte zur Bildung einer 2 km breiten trichterförmigen Öffnung und zum Kollaps der Kuppe des Mount Katmai, der sich mit dem Novarupta die gleiche Magmakammer teilte. Als Folge bildete sich eine 600 m tiefe, 3 km × 4 km weite kesselförmige Caldera aus. Die Eruption endete mit der Extrusion (Herausdrücken) eines Lavadoms, der den Schlot verstopfte. Die kesselförmige Caldera mit dem (1950) 90 m hohen und 360 m breiten Lavadom wird Novarupta genannt.
Während der Eruption gelangten pyroklastische Ströme bis zu 21 km weit in das obere Ukak River Valley. Selbst einige Jahre danach waren einige Ablagerungen so heiß, dass man damit Wasser zum Kochen bringen konnte. Wegen der vielen Fumarolen wird dieser Teil des Tals seither Valley of Ten Thousand Smokes genannt. Bei der Eruption wurden etwa 65 km² Land mit vulkanischer Asche und anderem vulkanischem Material (Ignimbrit) bedeckt. Die vulkanogenen Ablagerungen erreichten bis zu 200 m Mächtigkeit. Der Ascheregen ging auch im nahe gelegenen Kodiak und sogar noch in Vancouver nieder; es wird berichtet, dass dabei in Kodiak brennende Straßenlaternen auf eine Distanz von 2 m nicht mehr zu sehen waren.
Im Gegensatz zu den Eruptionen des Krakatau oder Tambora, die viele tausend Menschenleben forderten, kamen – soweit bekannt ist – beim Ausbruch im Katmai-Gebiet nur wenige Menschen zu Schaden, da das Gebiet praktisch unbewohnt war.

## Vergleichbare Ausbrüche
Die Eruption des Novaruptas war die einzige Vulkanexplosion im 20. Jahrhundert, die zur Bildung einer Caldera (Einsturzkessel) führte. Lediglich der Ausbruch des Mount Pinatubo 1991 mit einem Auswurfvolumen von 11 km³ Tephra war von vergleichbarer Größenordnung (VEI 6), führte jedoch nicht zur Bildung einer Caldera. Wenigstens zwei mächtigere Eruptionen ereigneten sich im 19. Jahrhundert: die Eruption des Tambora 1815 mit 150 km³ (VEI 7, Caldera-Bildung) und die Eruption des Krakatau 1883 mit 20 km³ Auswurf (VEI 6, Caldera-Bildung).